# Международный музей ветряных и водяных мельниц
Международный музей ветряных и водяных мельниц (нем. Internationales Wind- und Wassermühlen-Museum) расположен в городе Гифхорн, земля Нижняя Саксония, Германия. На площади около 16 гектар представлены 16 мельниц из 12 стран, а также около 50 моделей мельниц из 20 стран.

## История создания
История музея связана с его создателем и владельцем Хорстом Вробелем. В 1965 году он обнаружил в городе Аббенроде (Германия) старую ветряную мельницу, которая всё ещё находилась в эксплуатации. Вробель построил модель мельницы в масштабе 1:25 и начал собирать материалы о ветряных и водяных мельницах. В 1974 году Вробель открыл в коммуне Зулендорф частный музей с построенными им моделями мельниц, ставший единственным частным немецким музеем, включённым Министерством культуры Германии в перечень уникальных мест, которые необходимо посетить в стране.
В 1977 году была достигнута договоренность с районом Гифхорн о предоставлении земли для полномасштабного музея, который открылся в 1980 году. В Германии Вробеля называют «Дон Кихотом наоборот» — «всю свою жизнь он сражался не с мельницами, а за них».

## Модели мельниц

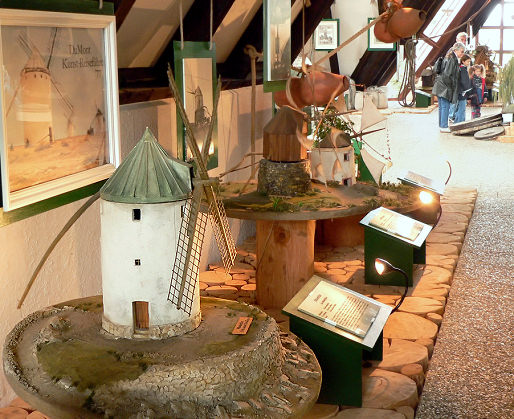
Выставочный зал с моделями

В музее представлены выставочные залы площадью 800 квадратных метров. В залах представлено 49 моделей ветряных и водяных мельниц из 20 стран мира.
Некоторые модели мельниц:
- мельница из Кремлингена (Германия);
- ветряная мельница из Лере (Нижняя Саксония);
- британская мельница из графства Суффолк;
- финская мельница из Уусикаупунки;
- венгерская дунайская плавучая водяная мельница (расположена на Изе).

## Деревня

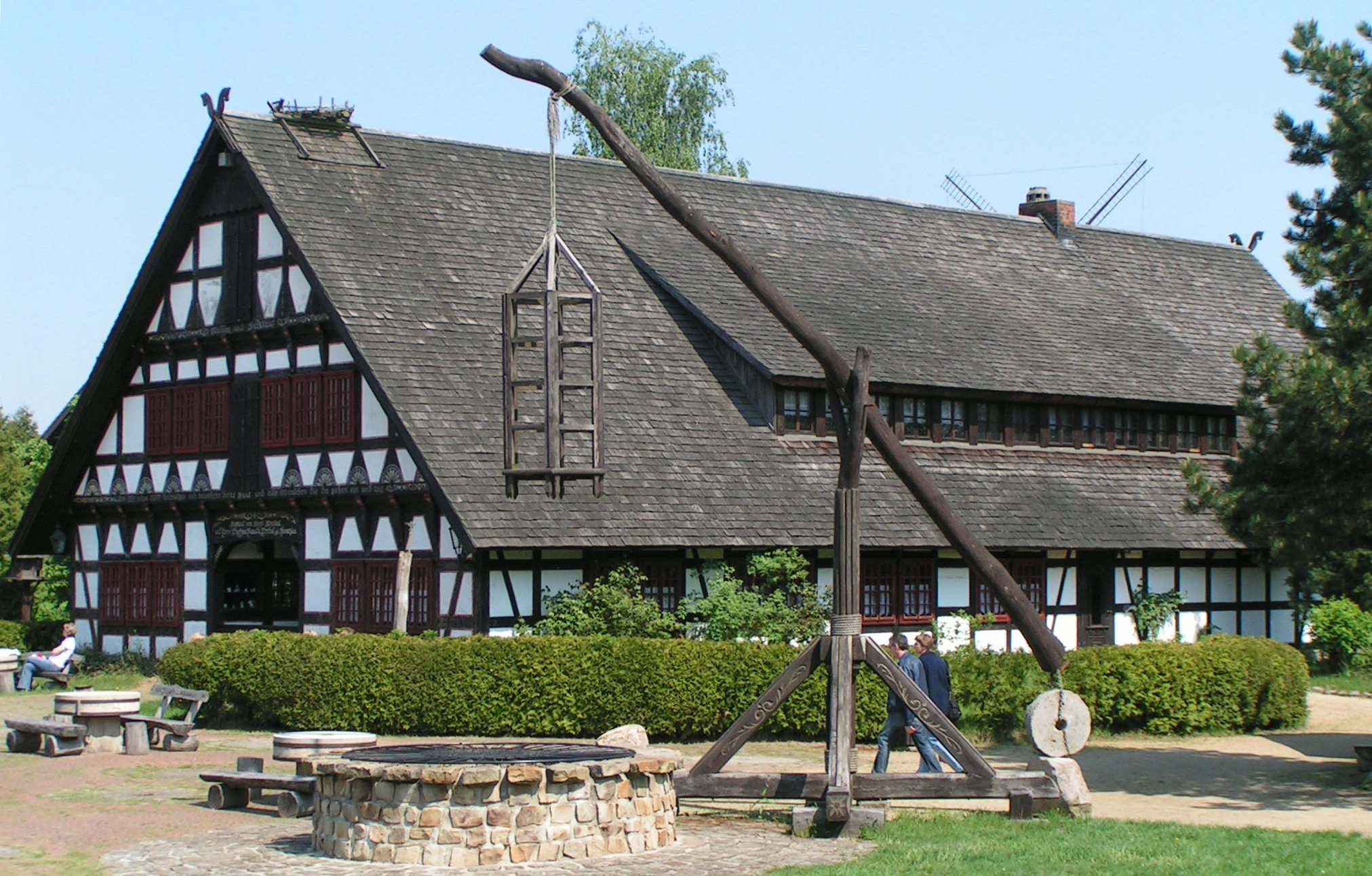
Деревня

Центральным экспонатом музея является деревенская площадь, на которой расположены следующие дома:
- пекарня, построенная в 1983 году, вмещает в себя 250 посетителей.
- пекарня, построенная в 1985, в которой выпекается хлеб для посетителей музея.
- ресторан, построенный в 1990, вмещает в себя до 500 гостей.

## Мельницы

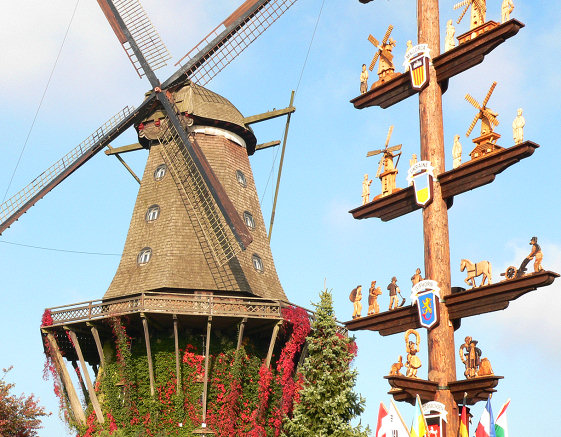
Деревенская площадь

Некоторые из мельниц, представленных в музее:
| - Копия немецкой мельницы, построенной в 1788 возле Сан-Суси (Потсдам) - Украинская ветряная мельница «Наташа», переданная в 1988 Генеральным консульством СССР - Русская мельница, построенная в России в 2001 году и перевезенная в Гифхорн в качестве подарка от Фонда Андрея Рублева. - Корейская водяная мельница, построенная в 2003 года, первая азиатская мельница музея. |

## Русский православный храм

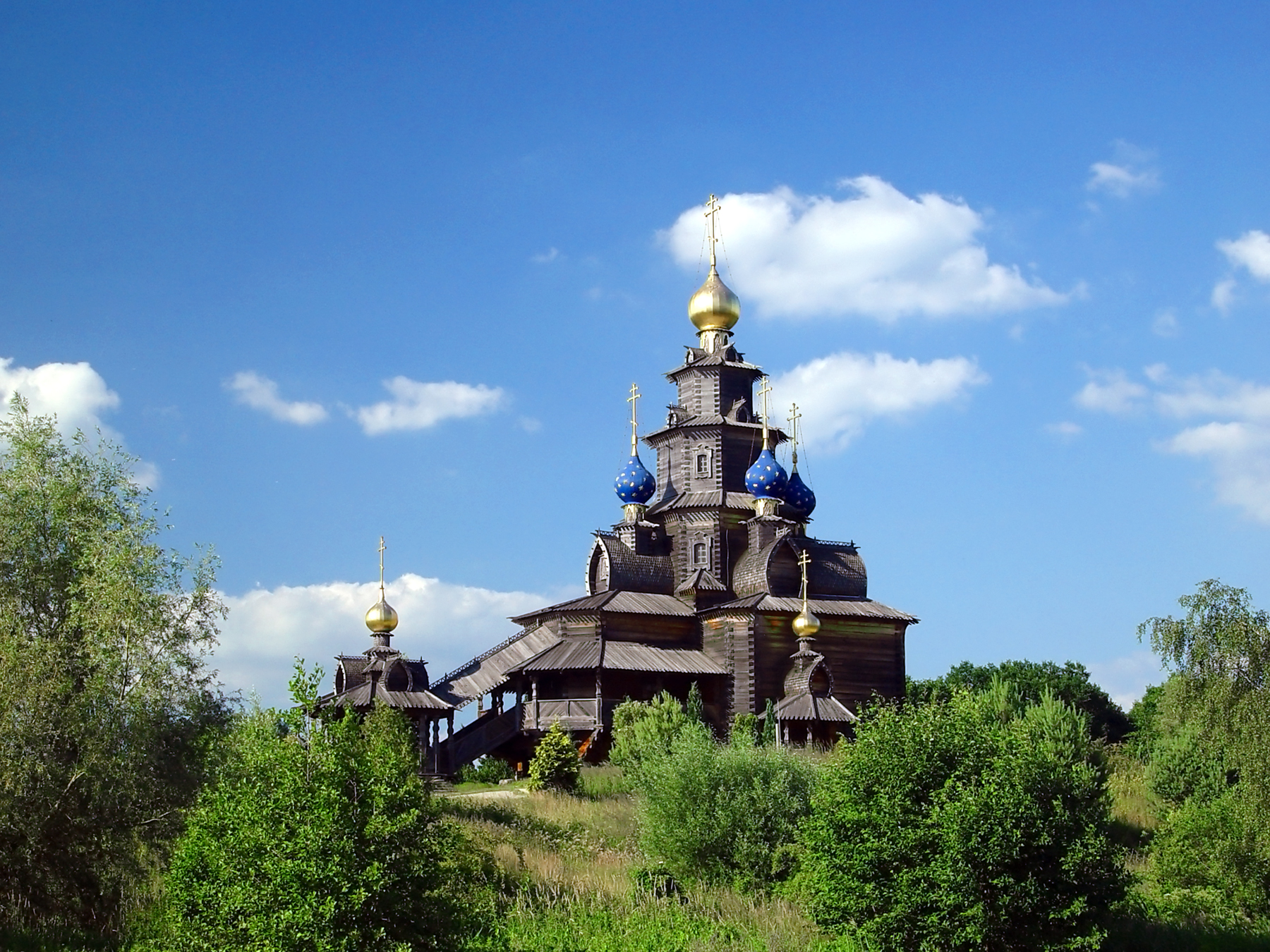
Храм святителя Николая

На территории музея расположен деревянный храм Святителя Николая, принадлежащий Русской православной церкви и посвящённый Николаю Чудотворцу. Храм имеет высоту 27 метров и увенчан 8 куполами.
Строительство храма было начато в 1994. В 1995 году, во время строительства, храм посетил Патриарх Московский и всея Руси Алексий II. В 1996 году храм был освящён митрополитом Смоленским и Калининградским (ныне Патриарх Московский и всея Руси) Кириллом.